# Finsider
Finsider - Società Finanziaria Siderurgica S.p.A. era la società del Gruppo IRI che operava nel settore siderurgico e che aveva rilevato dalle banche il controllo dell'Ilva, delle Acciaierie di Cornigliano, della Terni e della Dalmine.

## Storia

### Origini
La società venne fondata nel 1937 a Genova e, dal 1945, fu presieduta da Oscar Sinigaglia, che si adoperò per la realizzazione di quello che fu poi conosciuto come Piano Sinigaglia.

### Il Piano Sinigaglia
Il piano Sinigaglia, approvato dal governo nel 1948, prevedeva un forte aumento della capacità produttiva della siderurgia nazionale, incentrato sulla ricostruzione dello stabilimento di Cornigliano e sull'integrazione verticale delle lavorazioni a Piombino e a Bagnoli: l'Ilva, che prima della guerra si era sempre occupata di produrre acciaio grezzo lasciando ai privati le lavorazioni successive, avrebbe dovuto produrre anche, ad esempio, profilati, rotaie ed acciai rivestiti; il nuovo stabilimento di Cornigliano avrebbe dovuto specializzarsi nella produzione di laminati piani per l'industria automobilistica.
Il gruppo Finsider attinge dai fondi del Piano Marshall per finanziare l'operazione di ristrutturazione degli stabilimenti. La presentazione della richiesta di prestito fu inizialmente rifiutata dall'ECA, l'organismo preposto all'erogazione dei finanziamenti e, di conseguenza il Piano fu ridimensionato ma non snaturato. Nel novembre 1949 l'ECA approva il Piano Sinigaglia. L'accettazione non va vista solo in termini economici, perché gli americani sposano una strategia produttiva, la siderurgia incentrata sul ciclo integrale e su impianti di grandi dimensioni.
La produzione da ciclo integrale eseguita su larga scala avrebbe permesso di ottenere acciaio a basso costo. La realizzazione di questi programmi portò a contrasti con i siderurgici privati, rappresentati all'epoca soprattutto dalla Falck, che produceva acciai speciali dal rottame e si opponeva alla costruzione di nuovi impianti a ciclo integrale; fu decisivo però l'appoggio della FIAT, che stipulò un accordo per l'acquisto, a prezzo molto conveniente, di una quota rilevante dei laminati che dovevano uscire dall'impianto di Cornigliano. Il completamento del nuovo stabilimento di Cornigliano ebbe luogo nel 1954.

### Il IV centro siderurgico
Ai tre centri siderurgici si affiancò, all'inizio degli anni sessanta, il IV centro siderurgico di Taranto; i quattro centri furono riuniti in una nuova società denominata Italsider. La Finsider cercò di definire in modo più chiaro l'orientamento produttivo dei vari stabilimenti.

### La crisi
Nel 1975 una grave crisi del mercato dell'acciaio colse la Finsider impegnata nel raddoppio dello stabilimento di Taranto e nella progettazione del centro siderurgico di Gioia Tauro: si rese evidente che la siderurgia italiana soffriva di un eccesso di capacità produttiva. Da allora il gruppo Finsider iniziò ad inanellare perdite, tanto che l'azionista IRI dovette intervenire con cospicui versamenti di denaro pubblico. Nel 1977 venne comunque rilevato dalla stessa IRI il controllo della SISMA di Villadossola. Iniziarono quindi negoziati con la Comunità Europea per ridurre la capacità produttiva in eccesso che portarono al progressivo smantellamento dello stabilimento di Bagnoli ed alla cessione ai privati di quello di Cornigliano.

### La liquidazione
La situazione finanziaria della Finsider era talmente deteriorata che nel 1988 l'IRI la mise in liquidazione volontaria, trasferendo le sue partecipazioni alla neo-ricostituita Ilva.
Per assegnare la giusta dimensione alla Finsider occorre dire che sino a pochi anni prima, all'inizio della privatizzazione, le aziende partecipate erano anche altre.
Tra queste di rilievo nominiamo la SANAC SpA produttrice di refrattari per siderurgia, cementifici, vetrerie, alluminio e ferroleghe, azienda leader in Italia e di grande importanza europea.
Sanac all'epoca era una delle poche aziende in attivo, con una buona ricerca e produzioni competitive di alto livello. In generale, gli studi successivi alle privatizzazioni hanno dimostrato che al processo non è stato associato, nel corso degli anni, un significativo incremento delle prospettive di crescita e della produttività del comparto siderurgico smobilitato dallo Stato.